# 至元新格
《至元新格》 是元朝的法律之一。
《至元新格》是元朝政府颁布的第一部法律，1271年前元朝使用的主要是金章宗年间颁布的《泰和律》。

## 编修经过
元世祖至元八年十一月十五日(1271年12月18日)，元世祖忽必烈下诏将国号“大蒙古国”改为“大元”，同一天下诏，禁行金朝《泰和律》。
从1206年开始，元朝政府因为处理实际事务的需要，陆续颁布了一系列相关的法律条文，到1291年，何荣祖根据元朝政府之前颁布的所有法律条文，选择符合天下统一后国家的实际情况的一部分法律条文，汇集在一起，编成《至元新格》。
至元二十八年（1291年），《至元新格》修成，“始为新格一编，请於世庙，颁行多方。”
元世祖至元二十八年五月二十一日（1291年6月18日），命中书参知政事何荣祖“以公规、治民、御盗、理财等十事辑为一书，名曰《至元新格》，命刻板颁行，使百司遵守。”《至元新格》颁行天下。
它是元朝最早实施的一部法典。《元史·刑法志》说它，“大致取一时所行事例，编为条格而已，不比附旧律也”。
至治三年二月十九日（1323年3月26日），《大元通制》颁行天下，《至元新格》停止使用。《至元新格》在全国范围内一共使用了32年。

## 内容简介
《至元新格》分十章，即公规、选格、治民、理财、赋役、课程、仓库、造作、防盗、察狱。

## 存世残篇
《至元新格》的全文虽然已散佚，但一些学者从《元典章》和《通制条格》中辑录出96条内容，其中93条见于《元典章》，内有56条并见于《通制条格》，而另有3条则仅可在《通制条格》中见到。为我们研究《至元新格》提供了重要的史料依据。
现存的96条分别收录于《至元新格》的十章之中，具体分类如下：公规（12条）、选格（12条）、治民（10条）、理财（4条）、赋役（10条）、课程（10条）、仓库（12条）、造作（11条）、防盗（6条）、察狱（9条）。

### 引用
1. ↑  孔齐《至正直记》卷1“国朝文典”条提到，“大元国朝文典，有《和林志》、《至元新格》、《国朝典章》、《大元通制》、《至正条格》、《皇朝经世大典》、《大一统志》、《平宋录》、《大元一统纪略》、《元真使交录》、《国朝文类》、《皇元风雅》、《国初国信使交通书》、《后妃名臣录》、《名臣事略》、《钱唐遗事》、《十八史略》、《后至元事》、《风宪宏纲》、《成宪纲要》”。
2. ↑  .   [2012-01-13]. （原始内容存档于2011-11-27）.
3. ↑  苏天爵《至元新格序》：“国家以神武定天下，寛仁御兆民。省台既立，典章宪度，简易明白，近世烦文苛法为民病者，悉置而不用。呜呼，斯其所以祈天永命、奠丕丕之基者欤！故平章政事广平何公荣祖，明习章程，号识治体，当至元二十八年，始为新格一编，请於世庙，颁行多方。惟其练达老成，故立言至切；惟其思虑周密，故制事合宜，虽宏纲大法，不数千言，扩而充之，举今日为治之事，不越乎是矣。盖昔者先王慎於任人，严於立法，议事以制，不专刑书，是以讼简政平，海宇清谧，其皆以是为则欤！是书旧版漫灭，省府命重刊之。览者当体先朝寛仁之治，慎勿任法烦苛为尚哉。 ” （收录于《滋溪文稿》卷六）
4. ↑  .   [2012-01-13]. （原始内容存档于2013-03-17）.
5. ↑  徐元瑞《吏学指南》第53-54页，杨讷点校本，浙江古籍出版社，1988年版。
6. 1 2  参阅黄时鉴：《至元新格辑存》，见《元代法律资料辑存》，浙江古籍出版社1988年版。

### 书籍
- 蒲坚 著：《中国法制史》，中央广播电视大学出版社，2006年10月版，ISBN 7-304-02441-0，第九章